# Åke
Åke est un prénom masculin scandinave dérivé du vieux norrois Áki « Ancêtre ». C'est la variante suédoise du prénom dano-norvégien Aage.
Le prénom Åke est à l'origine du patronyme suédois Åkesson signifiant « Fils d'Åke ».

## Personnalités portant ce prénom
- Pour l'ensemble des articles sur les personnes portant ce prénom, consulter :
  - la liste des articles dont le titre commence par ce prénom
  - les listes produites par Wikidata : Liste des personnes de prénom « Åke » — même liste en incluant les éventuels prénoms composés qui contiennent « Åke ».